# Miroslav Vejvoda
Miroslav Vejvoda (* 5. července 1932 Praha) je český jachtař a trenér, bývalý československý reprezentant a olympionik (LOH 1964 v Tokiu a 1972 v Mnichově) a patnáctinásobný mistr Československa na lodích třídy Finn.
Na LOH 1972 v Mnichově (jachty: na jezeře Kiel-Schilksee) byl nejstarším československým účastníkem výpravy (40 let, 56 dní).

## Výsledky
- 1963: ME 4.
- 1964: LOH Tokio 18. ve třídě Finn
- 1965: MS 4. ve třídě Finn
- 1965: Gold cup 5.[3]
- 1972: LOH Mnichov (Kiel) 16.